# Митрополиты Киевские
Митрополи́ты Ки́евские — православные церковные иерархи в XVII-XX веках, на территории бывшей Киевской Митрополии в составе Московского патриархата и Православной российской церкви. Митрополиты изменили титул на «Киевский, Галицкий и Малыя России».

## Предыстория
В 1620 г., иерусалимский патриарх Феофан III, имевший от константинопольского патриарха полномочие устроить все церковные порядки на Руси, по просьбе православных в Киеве обратившихся к нему за защитой против униатов и с просьбой поставить им православного митрополита посвятил Иова Борецкого в сан нового митрополита Киевского и всея Руси.
26 апреля 1686 года, по условиям мирного договора Речь Посполитая признавала за Русским царством Левобережную Украину, Киев, Запорожье, Смоленск и Чернигово-Северскую землю с Черниговом и Стародубом, получала 146 тысяч рублей компенсации за отказ от Киева.
По настойчивым просьбам будущего Киевского митрополита Гедеона Святополк-Четвертинского и гетмана И. Самойловича из Москвы в Константинополь к предшественнику Дионисия патриарху Иакову был отправлен посол-грек Захария Иванов (Софир) с целью получить грамоту о передаче Киевской митрополии под управление Московского патриарха. Патриарх Иаков отказался дать согласие без разрешения османского везира. Московское правительство не стало обращаться к везиру и 8 ноября 1685 года архиепископ Луцкий Гедеон был возведён Московским патриархом Иоакимом на Киевскую митрополичью кафедру.
Тогда же в Константинополь отправились послы гетмана И. Самойловича Иван Лисица и дьяк Никита Алексеев с грамотами от Московского патриарха Иоакима и царей Иоанна V и Петра I с просьбой утвердить переход Киевской митрополии в юрисдикцию Москвы и подтвердить поставление митрополита Гедеона. Послы обратились к находившемуся в Адрианополе великому везиру, который, стремясь сохранить хорошие отношения с Москвой, дал согласие на переход Киевской митрополии под власть Московского патриарха. Узнав об этом, Иерусалимский патриарх Досифей II неохотно согласился с этим решением и способствовал получению грамот у Дионисия, который приехал в Адрианополь, чтобы подтвердить свое очередное избрание патриархом у великого везира.
5 июня 1686 года Константинопольский патриарх Дионисий IV передал послам грамоты, адресованные царям, Московскому патриарху, гетману и Киевскому митрополиту, по которым он передавал Киевскую митрополию Московскому патриархату, подтвердив перед этим поставление митрополита Гедеона на Киевскую митрополичью кафедру. А дьяк Никита передал Дионисию 200 золотых, а ранее тайно передал 120 соболей.

## В Синодальный период

### История митрополии
После присоединения Малороссии к России киевский митрополит не приобрел каких-нибудь юридических прав, не возвысилось и его значение в гражданской жизни. Хотя на первых порах митрополиты принимают участие в радах при выборе гетманов, участвуют и в политической борьбе, происходившей тогда в Малороссии между русской и польской партиями, но они не сумели приобрести прочного положения. Несмотря на значительную долю самостоятельности, предоставленной Гедеону, подчинение киевской митрополии московскому патриарху вызвало сильные протесты со стороны Лазаря Барановича и Варлаама Ясинского, которые объявили посвящение Гедеона Четвертинского незаконным; но через год все было улажено и дальнейшая история киевской митрополии сводится, главным образом, к постоянному и постепенному уничтожению тех своеобразных, выработанных историей особенностей, которые отличали её от других великорусских епархий. С 27 января 1688 года киевскому митрополиту было запрещено употреблять титул «митрополит Киевский, Галицкий и всея Руси» (разрешено именоваться «митрополитом Киевским, Галицким и Малыя России»).
После смерти Гедеона митрополитом был избран Варлаам Ясинский, которого в 1707 г. сменил Иоасаф Кроковский, умерший в 1718 г. в Твери, по дороге в Санкт-Петербург, куда он был вызван для допроса по делу царевича Алексея Петровича. После смерти Кроковского четыре года не было митрополита в Киеве. В 1721 г. киевским митрополитом выбран межигорский архимандрит Иродион Жураковский, но назначен был синодом тихвинский архимандрит Варлаам Ванатович; с тех пор навсегда прекратился порядок замещения киевской кафедры путём выбора.
Петр I уничтожил было даже совсем титул митрополита, как предполагающий подчинение ему других епископов, чего на самом деле не было, и Варлаам Ванатович был посвящён в Киев только архиепископом киевским и галицким, без прибавления Малые России. В 1730 г. Ванатович был вытребован в Москву по обвинению в нарушении указа 17 марта 1730 г., предписывавшего архиереям лично присутствовать на молебнах в царские дни, был лишен сана и заключен в Кириллов-Белозерский монастырь, где и находился во все царствование Анны Иоанновны. После Ванатовича архиепископом киевским был назначен Рафаил Заборовский. При нём в 1743 г. был восстановлен сан митрополита и Рафаил был им пожалован. Умер он в 1747 г. Его преемник Тимофей Щербацкий оставался на митрополии до 1757 г., когда его заменил Арсений Могилянский.
В 1767 г. был окончательно выяснен вопрос о титуле киевского митрополита: ему было запрещено прибавлять к своему титулу всея Малые России. В то же время киевская епархия несколько расширилась, так как ей были подчинены новосербские поселения в Новороссии, а также Лавра и Киево-Печерский монастырь. После смерти Арсения Могилянского, в 1770 г., митрополитом киевским был Гавриил Кременецкий, а с 1783 г. — Самуил Миславский, способствовавший сравнению во всех отношениях управления малороссийских епархий с великороссийскими; его пребывание на киевской митрополичьей кафедре († в 1796 г.) можно считать временем окончательного уничтожения прав и вольностей малорусского духовенства. Следовавшие за Миславским митрополиты были уже обыкновенными великороссийскими архиереями, не пользовавшимися никакими особенными преимуществами.
Со времени подчинения малорусской церкви московскому патриарху, киевский митрополит потерял и прежнее значение в общественной жизни: ему было предписано в гражданские дела не вмешиваться, и он мало-помалу начинает обращаться в русского архиерея, ограничивающегося духовными делами своей епархии. За исключением ставропигиальных монастырей (Киево-Печерская лавра, Выдубицкий и др.) и черниговского архиепископа, остальные епархии и монастыри в области управления были подчинены митрополиту, который посвящал туда лиц начальствующих, судил и т. п., назначая иногда по округам наместников, с правом суда над монастырями, церквами, их прихожанами и подданными по делам духовным, а иногда даже и гражданским. С XVII столетия при киевском митрополите упоминается особый кафедральный капитул, по образцу католическому, состоявший из высших духовных сановников митрополий; с ним митрополит совещался и решал некоторые дела управления. В завещании Гедеона князя Четвертинского в 1690 году упоминаются консистористы. Кафедральный причт при митрополите и епископах назывался крылошанами. С XVII столетия духовенство киевской епархии делилось на округа, а последние — на протопопии, в состав которых входило по назначению митрополита разное число церквей, от 5 до 100. В протопопиях судили и разбирали дела духовные протопопы и наместники. В средине XVIII в. в киевской епархии считалось 22 округа, в которых было 40 протопопий. С учреждением св. синода, при протопопах были учреждены протопопские, а при наместниках — наместнические правления из нескольких священников. Источники содержания киевских митрополитов складывались из владения недвижимыми имениями, из судных пошлин, пошлин за поставление, венечных памятей, а также различных сборов: столовых — с каждого двора по две коп., мировых — по деньге, солодовых — по полушке, канцелярских — по деньге. Недвижимые имения киевской кафедры образовались, главным образом, путём пожалования государственной властью, гетманами и киевскими полковниками; частные лица также жертвовали под разными предлогами немало; немало земель приобретала и сама кафедра покупкой. Имения её в начале XVIII в. занимали довольно обширное пространство (несколько местечек и много сел). Кафедра пользовалась рыбной десятиной от продажи рыбы в Киеве и другими доходами.

### Территория и состав митрополии
Территория киевской митрополии за все время своего самостоятельного существования претерпела много изменений. При отделении от московской митрополии митрополия киевская насчитывала 9 епархий: брянскую (черниговскую), смоленскую, перемышльскую, туровскую, луцкую, владимирскую-на-Волыни, полоцкую, холмскую и галицкую. С введения унии этими епархиями управляли униатские епископы; с 1620 г. хотя и посвящались опять православные, но они в большинстве случаев не управляли своими епархиями, так что киевская митрополия только номинально считала на своей территории 9 епархий.
С 1686 г. в ведении митрополита Гедеона остались четыре епархии — галицкая, львовская, луцкая и перемышльская; но и они скоро были обращены в унию. Гедеон составил себе новую митрополичью епархию, которая простиралась по обеим сторонам Днепра, от Козельца, Нежина, Батурина и Глухова до Запорожской Сечи — на левой стороне Днепра, от могилевской епархии до границ киевской и подольской Украины — на правой; ей подчинялись также православные монастыри в Белоруссии, Литве и польско-русских областях. Когда в 1715 г. епископом-коадъютором в Переяславль был определен Кирилл Шумлянский, то для него были отделены от митрополии церкви Переяславского полка, а также Корсунского и  Богуславского.
В 1775 г., когда в Новороссии была учреждена новая славянская и херсонская епархии, территория киевской епархии подверглась значительному уменьшению. Полтава с уездными церквами, часть Новомиргородского уезда и Запорожская Сечь отошли ко вновь учрежденной епархии. В 1777 г. киевская епархия опять была уменьшена. С открытием наместничеств (1781) епархии должны были совпадать с их границами; киевская епархия обнимала 11 уездов Киевского наместничества. С учреждением Киевской губернии, киевская епархия с 1797 г. стала совпадать с пределами этой последней и расположилась только по правой стороне Днепра.

## Митрополиты Киевские, Галицкие и Малыя России 1685-1918 гг.
С 27 января 1688 года киевскому митрополиту было запрещено употреблять титул «митрополит Киевский, Галицкий и всея Руси» (разрешено именоваться «митрополитом Киевским, Галицким и Малыя России»).
2 апреля 1767 вышел указ императрицы Екатерины II об исключении из титула Киевского митрополита слов «и всея Малыя России»
1. Гедеон (Четвертинский) (1685[10]—1690)
2. Варлаам (Ясинский) (1690—1707)
3. Иоасаф (Кроковский) (1708—1718)
4. Варлаам (Вонатович) (1722—1730), архиепископ
5. Рафаил (Заборовский) (1731—1747)
6. Тимофей (Щербацкий) (1748—1757)
7. Арсений (Могилянский) (1757—1770)
8. Гавриил (Кременецкий) (1770—1783)
9. Самуил (Миславский) (1783—1796)
10. Иерофей (Малицкий) (1796—1799)
11. Гавриил (Бэнулеску-Бодони) (1799–1803)
12. Серапион (Александровский) (1803—1822)
13. Евгений (Болховитинов) (1822—1837)
14. Филарет (Амфитеатров) (1837—1857)
15. Исидор (Никольский) (1858—1860), архиепископ
16. Арсений (Москвин) (1860—1876), архиепископ
17. Филофей (Успенский) (1876—1882)
18. Платон (Городецкий) (1882—1891)
19. Иоанникий (Руднев) (1891—1900)
20. Феогност (Лебедев) (1900—1903)
21. Флавиан (Городецкий) (1903—1915)
22. Владимир (Богоявленский) (1915—1918)

## После Октябрьской революции
В 1923 году в Польше (в том числе на части территории бывшей Киевской митрополии) была восстановлена юрисдикция Константинопольского патриархата, а 17 сентября 1925 года в Варшаве был объявлен Патриарший Томос о автокефалии Православной Церкви в Польше.
В 1924 году патриарх Константинопольский Григорий VII в томе о даровании автокефалии Польской православной церкви о переподчинении Киевской митрополии писал о неканоничности данного перехода:

Первое отделение от Нашего Престола Киевской Митрополии и Православных Митрополий Литвы и Польши, зависящих от неё, а также присоединение их к Святой Московской Церкви совершилось не по предписаниям канонических правил, также не было соблюдено все то, что было установлено относительно полной церковной автономии Киевского Митрополита, который носил титул Экзарха Вселенского Престола
«Журнал Московской Патриархии» (1953): «Обращаясь к деятельности Константинопольского патриарха Григория VII по отношению к Русской Православной Церкви, мы вправе характеризовать эту деятельность, как дальнейшее претворение в жизнь идей патриарха Мелетия IV о первенстве власти Вселенского престола, об обязательном и исключительном подчинении этому престолу всей православной диаспоры. Прежде всего отмечаем открытое посягательство патриарха Григория VII на судебную власть патриарха Московского и Собора епископов Русской Церкви, посягательство, имевшее место в деле так называемого „обновленческого раскола“.»
В послании от 27 декабря 1923 года за № 5856 Григорий VII называл обновленцев «незаконными захватчиками церковной власти в России», именуя Тихона (Беллавина) «единственным законным высшим главою церковной власти Российской Церкви». В январе следующего года его позиция по обновленцам изменилась: в первые месяцы 1924 года Синод Вселенского Патриархата принял постановления, направленные на выяснение церковно-канонической ситуации в СССР, и назначил четырёхчленную Патриаршую миссию для поездки в Москву с такой целью. В июне того же года патриарх Московский Тихон (арестованный 12 мая 1922 года и весной 1923 года низложенный обновленческим «Вторым Поместным Всероссийским Собором»), в ответ на полученное им 6 июня 1924 года письмо от представителя Вселенского патриарха в Москве архимандрита Василия (Димопуло) с выписками из протоколов заседаний Синода Великой Церкви, писал патриарху Григорию:

Представитель Вселенской Патриархии, Глава Константинопольской Церкви, без всякого предварительного сношения с Нами, как с законным представителем и Главой всей Русской Православной Церкви, вмешивается во внутреннюю жизнь и дела автокефальной Русской Церкви <…> Всякая посылка какой-либо комиссии без сношенний со мною, <…> без моего ведома незаконна, не будет принята русским православным народом, и внесёт не успокоение, а ещё большую смуту и раскол. <…> Позволительно усумниться и в предполагаемой Вашим Святейшеством мере умиротворении Церкви — моего удаления от управления Церковью и хотя бы временного упразднения Патриаршества на Руси.
В конце патриаршества вновь изменил позицию, заявив о непризнании обновленчества.